# João Gonçalves Zarco da Câmara
João Maria Evangelista Gonçalves Zarco da Câmara (Lissabon, 27 december 1852 - aldaar, 2 januari 1908) was een Portugees auteur en toneelschrijver. Hij was in 1901 genomineerd voor de eerste Nobelprijs voor de Literatuur.

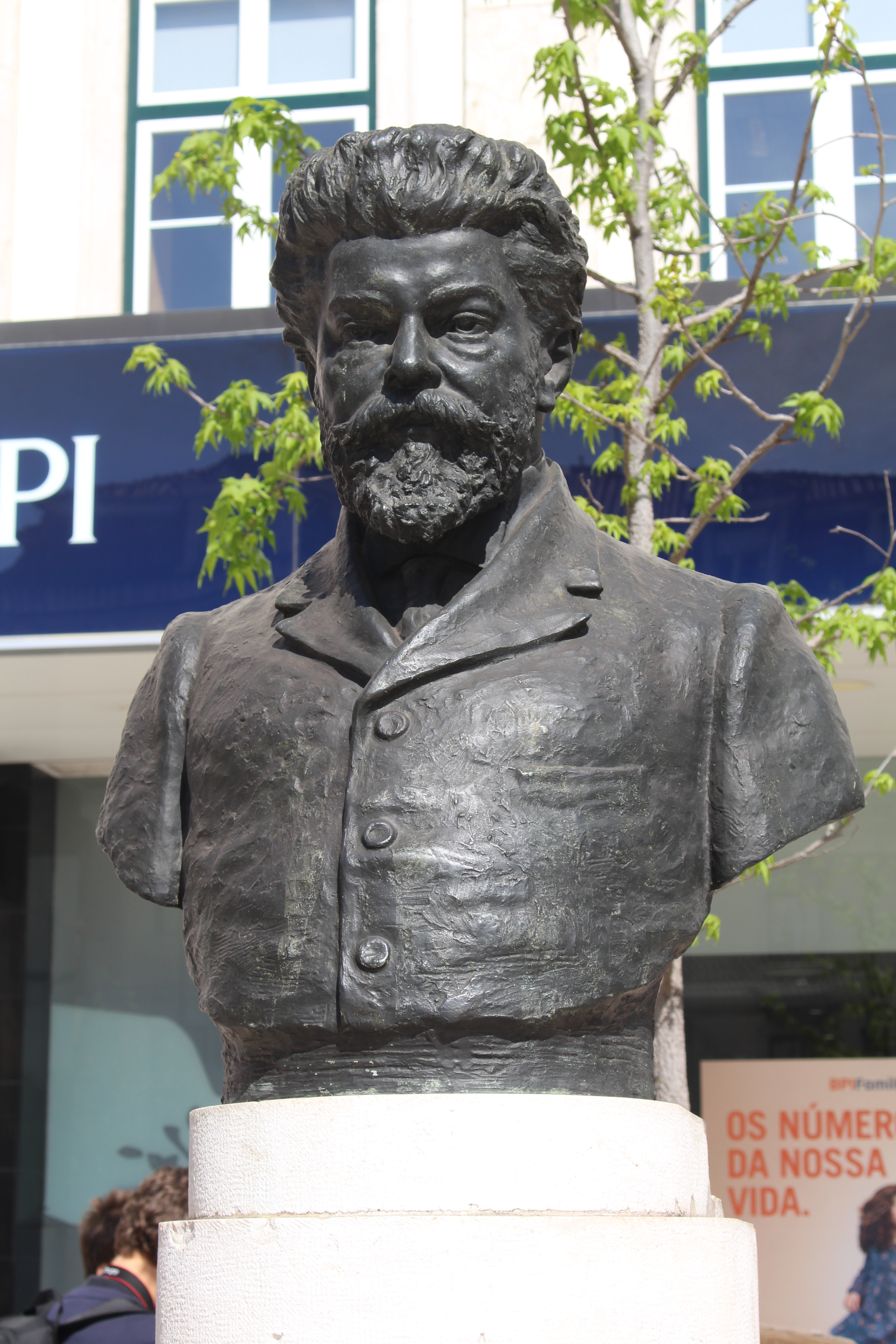
Borstbeeld van João Gonçalves Zarco da Câmara in Lissabon.

- Biblioteca Nacional de España: XX1222424
- Bibliothèque nationale de France: cb119861963 (data)
- Gemeinsame Normdatei: 130324140
- International Standard Name Identifier: 0000 0000 6640 958X
- Library of Congress Control Number: n82133724
- Nederlandse Thesaurus van Auteursnamen: 117995711
- Système universitaire de documentation: 067059139
- Virtual International Authority File: 12317246
- WorldCat: E39PBJvd8XYpDcDPqV9mXV9CcP